# Fibragallia lamina
Fibragallia lamina är en insektsart som beskrevs av Nielson 1999. Fibragallia lamina ingår i släktet Fibragallia och familjen dvärgstritar. Inga underarter finns listade i Catalogue of Life.